# لميس الحديدي
لميس علي محمد علي الحديدي (وُلدت في 8 نوفمبر 1969) هي مُذيعة وإعلامية مصرية، تعمل حاليًا في قناة العربية، وكانت قد عملت في قناة سي بي سي.

## السيرة
تخرجت في كلية الاقتصاد والعلوم السياسية، وتقدم حالياً برنامج القاهرة الآن على قناة العربية السعودية.
لها أكثر من عشرين عامًا بالعمل في مجال الصحافة، تخرجت من الجامعة الأمريكية بالقاهرة وحاصلة على الماجستير في الصحافة عام 1991. تعمل بقناة سي بي سي المصنفة الثانية من بين أكبر أربع قنوات فضائية في الإعلام المصري. وعملت من قبل لقنوات الجزيرة القطرية والعربية.
تم التصويت عليها كأفضل إعلامية في استفتاءات جريدة الأهرام والمصري اليوم في برامجها عام 2010 وحققت برامجها حينئذٍ أكبر نسبة من الإعلانات التجارية.
منذ عام 2005 حتى الآن قدمت عدة برامج إعلامية على الفضائيات المصرية، منها (من قلب مصر) الذي كان يقدم ثلاثة أيام في الأسبوع. اختفت أيام الثورة المصرية عام 2011 وعادت مرة آخرى لتغطي أحداث ما بعد تنحي الرئيس المصري السابق (حسني مبارك). أيضًا في الفترة من عام 2005 حتى 2009 كان لها برنامج أسبوعي باسم (إتكلم) حاز على نسب مشاهدة عالية إبان عرضه في شهر رمضان[بحاجة لمصدر]. وهي أيضًا رئيسة التحرير التنفيذية لجريدة العالم اليوم المهتمة بعالم الأعمال. بدأت مشوارها الإعلامي بقناة NBC الأمريكية عام 1987، ثم عملت كمراسلة لقناة نيويورك تايمز كمراسلة لمدة ثلاث سنوات.
في عام 1991 شاركت في تأسيس أول صحيفة مهتمة بعالم الأعمال في مصر وهي (العالم اليوم). وهي الآن رئيسة التحرير للنسخة الأسبوعية منذ عام 2005.
عملت في قناة إم بي سي 1 في الفترة من 1994 حتى 1999 كمراسلتها بين القاهرة ودبي، ثم انتقلت بين قناة الجزيرة من 1999 حتى عام 2003. من 2003 حتى عام 2005 انتقلت لقناة سي إن بي سي عربية ومن عام 2005 حتى عام 2009 عملت في قناة العربية كمراسلتها الأساسية لعالم الأعمال.
استضافت خلال مشوارها عدة شخصيات عربية وعالمية هامة يذكر منها: (هيلاري كلينتون) في مقابلتها الأولى في مصر، (توني بلير) رئيس الوزراء البريطاني الأسبق، (خافيير سولانا)، الرئيس الفلسطيني (محمود عباس أبو مازن )، (خالد مشعل) القيادي البارز بحركة (حماس)، الجراح المصري العالمي الدكتور (مجدي يعقوب). سافرت عام 2008 إلى غزة عقب الاعتداء الإسرائيلي. اختيرت عام 2005 كأول صحافية عربية ضمن (القياديين العرب الشباب) في منتدى (ديفوس) الاقتصادي العالمي. قدمت أيضًا برنامج (هنا العاصمة) وكتبت عمودًا أسبوعيًا في صحيفتي (المصري اليوم) و(العالم اليوم).

## الحياة الشخصية
متزوجة من الإعلامي عمرو أديب، ولها منه ابن اسمه «نور الدين». أكدت لميس أنها ابنة أستاذ جامعي وهو علي الحديدي ووالدتها حفيدة الشيخ الأزهري الشيخ البحيري، رداً على الشائعات حول أسرتها.

## عملها الإعلامي
تعمل بجريدة العالم اليوم التي تهتم بالقضايا الاقتصادية[بحاجة لمصدر]، وقدمت برنامج «فيش وتشبيه». وقامت بعمل برنامج في 2010 «من قلب مصر» على شبكة النيل الفضائية. وقدمت برنامج هنا العاصمة على قناة سي بي سي وتقدم الآن برنامج القاهرة الآن على قناة الحدث الآن.
وفي أكتوبر 2013، قامت بسبَّ جماعة الإخوان المسلمين قائلة: «أن تنظيم الإخوان المحظور عدو خسيس»
كما كانت من ضمن الإعلاميين الذي شاركوا في الحملة الانتخابية للرئيس الأسبق حسني مبارك في الانتخابات الرئاسية لعام 2005، معتبرة إياه عملاً إدارياً يقوم به الإعلاميون مثلها في الولايات المتحدة من دون أن يتم اتهامهم بالتحيز للنظام، وقالت أن عملها أثناء الانتخابات اقتصر على التعامل مع الصحافيين الأجانب. كما أكدت على أنها لم تنتم إلى الحزب الوطني وأنها اعتذرت عن مناصب كثيرة لها علاقة برئاسة الجمهورية، وأنها رفضت الظهور على التليفزيون أثناء ثورة 25 يناير وحتى تنحي الرئيس حسني مبارك حتى لا تقول معلومات مغلوطة تخدم النظام.

### من البرامج التي قدمتها
- فيش وتشبيه.
- من قلب مصر.
- هنا العاصمة.
- نص حقيقة.
- كرسي في الكلوب.
- القاهرة الآن.

## وصلات خارجية
- لميس الحديدي على موقع IMDb (الإنجليزية)
- لميس الحديدي على موقع الدهليز
- لميس الحديدي على موقع قاعدة بيانات الأفلام العربية